# Лещинские
Лещинские (точнее Лещиньские; мн. польск. Leszczyńscy) — угасший в XVIII веке великопольский шляхетский род герба Венява, из которого происходили король Станислав Лещинский и его дочь Мария — жена Людовика XV.
Фамилия образована от названия местечка Лешно. Также фамилия Лещинских записывалась, как Лесневские, Лесьневские (пол. Leśniewscy). На рубеже XVI и XVII веков Лещинские поддерживали Реформацию, однако позднее вернулись к католической вере.

## Персоналии
- Рафаил Лещинский, воевода Брестский, был одним из предводителей протестантской шляхты на сеймах времени Сигизмунда-Августа.
- Рафаил Лещинский, воевода Белзский. При Сигизмунде III занимал одно из видных мест среди кальвинистской шляхты, но перед смертью (1636 г.) перешёл в католичество.
- Внук его, также Рафаил Лещинский (1650—1703), великий подскарбий коронный, будучи послом в Турции, оставил рукописную историю этого посольства. Также написал историческую поэму о взятии Хотина. Женат был на дочери фельдмаршала Станислава Яна Яблоновского.
- Сын его Станислав Лещинский (1677—1766), воевода Познанский, был последним в роду Лещинских. В 1704 году по требованию шведского короля Карла XII он был избран конфедерацией великопольской шляхты королём польским на место объявленного низложенным Августа II. В 1706 г., по Альтранштедтскому договору с Карлом XII, Август признал Лещинского королём, но после Полтавской битвы объявил этот договор недействительным. Лишенный шведской поддержки, Лещинский отказался от короны и удалился во Францию, где стал последним герцогом Лотарингии и где на его дочери Марии женился Людовик XV.
- Анджей Лещинский (1608—1658), архиепископ Гнезненский в 1652—1658 гг.
- Ян Лещинский (ум. 1657) — епископ, брат Анджея Лещинского. В 1655 г. Ян Лещинский был поставлен римско-католическим епископом Киевским. Однако на тот момент Киевское воеводство пребывало под властью гетмана Богдана Хмельницкого, — и 1656 г. Ян Лещинский был назначен римско-католическим епископом Хелминским. Через год он скончался.
- Митрополит Филофей (в миру Рафал Богуславович Лещинский, в схиме — Феодор; 1650—1727) — епископ Русской Православной церкви, с 1702 года митрополит Новгородский, Тобольский, Сибирский и Всея Руси.
- Казимир Игнаций Лещинский (герба Венява; ум. в 1730) — каштелян Львовский в 1724—1730 гг., староста Каменецкий в 1691 г., староста Винницкий и Мостовский в 1694 г., королевский полковник в 1694 г. Депутат Познанский на Сейме 1696, избиратель Августа II Сильного от Брацлавского повета. В 1705 г. подтвердил pacta conventa Станислава Лещинского. Похоронен в подземелье костела иезуитов в Иваново-Франковске.
- Софья Казимировна Лещинская (1777—1796). В 1793 г. юная княжна вышла замуж за российского генерала Михаила Леонтьевича Булатова (1760—1825), который принимал участие во втором разделе Речи Посполитой. Сын — декабрист Александр Булатов.
- Даниил Евгеньевич Лещинский (2009). Живёт в с.Канавы (Полтавская область). На данный момент о нем ничего не известно.

## Галерея

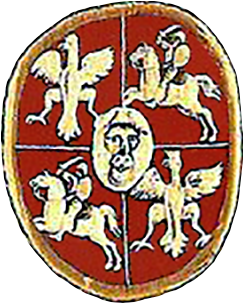
Герб Станислава Лещинского — короля Польского и Великого князя Литовского
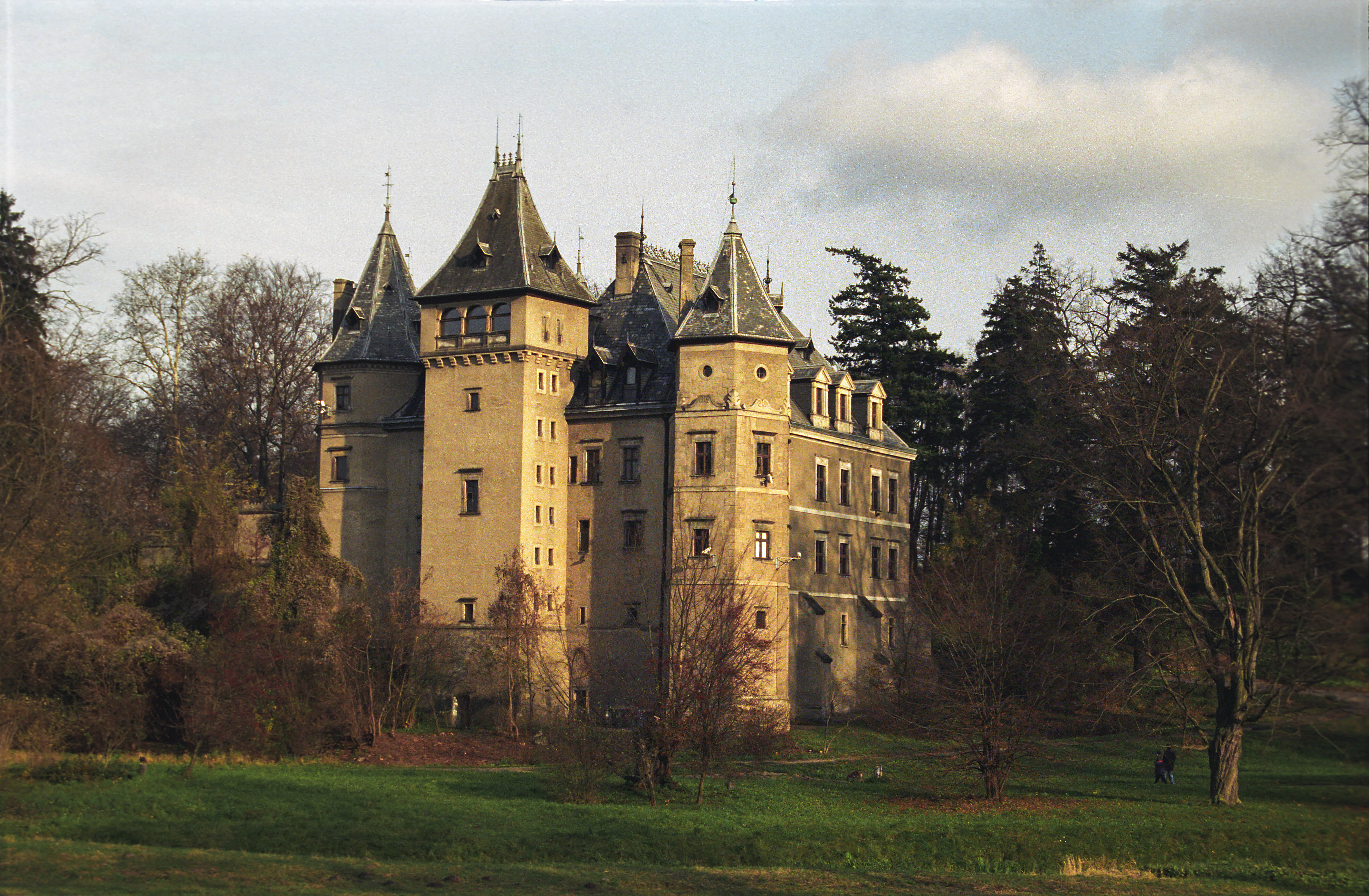
Замок Лещинских в Голухове под Познанью — жемчужина польского Возрождения (середина XVI века).